# Луд, збуњен, нормалан
Луд, збуњен, нормалан је босанскохерцеговачка хумористичка телевизијска серија у режији Елмира Јукића и сценаристе Феђе Исовића, који су уједно и аутори серије. Емитована је од 2. септембра 2007. до 10. новембра 2021. године. Такође је емитована спиноф серија под називом Конак код Хилмије.
У Србији је емитована од 27. септембра 2008. до 18. августа 2013. на Првом програму РТС-а. Од 15. септембра 2014. до 2021. емитована је на Б92, а током 2015. на Првој. Нове епизоде се од 30. августа 2021. премијерно емитују на Новој.

## Радња
Радња серије прати Изета, Фарука и Дамира, три генерације сарајевске породице Фазлиновић. Они живе у истом стану, а сваки од њих има специфичне генерацијске проблеме. Изет (Мустафа Надаревић) је удовац, грађевински инжењер у пензији, припадник „старе гарде”. Усвојен је као дете. Типичан је комуниста са стаљинистичким погледом на свет. И поред истицања свог „црвеног” опредељења, Изет је више склон превари него поштеном раду. Сенилан је, али само када му то одговара. Често тврди како се „сећа” борби са Немцима у Другом светском рату, иако је, уколико нема анахронизама у серији, тада био веома мали. И поред тога што је закорачио у треће доба, обожава жене. У комшиници Споменки Вихорец (Милена Дравић) види повремену љубавницу, а није равнодушан ни према њеној рођаки, Сенки (Јелисавета Сека Сабљић). Стално виче и псује. Фарук (Сенад Башић), Изетов син јединац, закорачио је у пету деценију живота и неожењен је. По занимању је музички продуцент и власник приватног студија. На једној страни Фарук се бори са неурозама свог оца, а на другој покушава да спава читав дан, а да остане будан целе ноћи. По музичком опредељењу је рокер. Дамир (Моамер Касумовић), Фаруков син јединац, један је од најбољих студента медицине и једини уравнотежени члан породице (мада се касније одаје алкохолу). Ситуацију чини смешном чињеница да Дамир треба да води нормални живот са ненормалним укућанима.

## Ликови

### Главни ликови
- Изет Фазлиновић (Мустафа Надаревић) — Изет је удовац, који на почетку серије истиче да има 66 година. Као дете је остао сироче. Он је чврсти комуниста с титоистичким склоностима па се тако, кад год му је потребна помоћ, обраћа Титовој слици, али је и поред тога похлепан и више воли да превари људе и изнуди им новац. Често прети људима како ће их убијати „као зечеве” (што је чинио када је погрешно вјеровао да је Дамир геј или када је Фарук просуо његову цијењену и јако алкохолизирану ракију Максузију). Због мањка живаца стално виче на све око себе, а посебно је агресиван када се напије. Поред тога, он износи нечувене тврдње о свом прошлом љубавном животу и борби против Немаца током Другог светског рата, који се догодио док је био дете. Лик је пародија на многе старије грађане Босне и Херцеговине, од којих већина носталгично гледа на време када је Босна била дио СФР Југославије.
- Фарук Фазлиновић (Сенад Башић) — Фарук је Изетов син јединац. Ради као музички продуцент и власник је музичког студија Акорд, који касније прераста у радио-станицу, а потом у видео-продукцију. На стереотипан начин, овај лик пародира припаднике урбаније омладине у Југославији везане за својевремено популарну сарајевску рок сцену, која је сада на ивици финансијске пропасти у послијератним југословенским друштвима у којима су добростојећи само турбо-фолк музичари. Фаруково учешће у сцени често је наглашено гостовањима славних рок музичара, који су у серији представљени као његови познаници. Устаљеност у вези његовог лика била је његова склоност да спава преко дана и устаје касно. Често покушава да се избори и да изађе на крај са својим оцем и његовим лудостима. С обзиром на то да је Сенад Башић напустио серију, у 11. сезони је уклоњен његов лик. Последње појављивање лика било је у 264. епизоди.
- Дамир Фазлиновић (Моамер Касумовић) — Дамир је једини Фаруков син као и Изетов унук. Он је резултат везе за једну ноћ која се догодила у купатилу кафића Сан Ремо на отварању 1985. Мајка га је напустила као бебу, због чега је он одрастао са оцем и дедом, али се накратко вратила 2008. Упркос томе, он је једини нормалан и уравнотежен члан породице, као и студент медицине на Универзитету у Сарајеву. Он представља омладину земље, тачније студенте, ухваћене у лудилу сукобљених друштвених струјања. Ситуацију чини смешном његов покушај да води нормалан живот са својим шашавим дједом и оцем.
- Џема Бранко Фазлиновић/Џебра (Тарик Џинић) — Џебра је Дамиров и Барбарин син, Фаруков унук и Изетов праунук. Не воли школу и прво је ишао у школу са својим прадједом, који је безуспјешно покушао да га извуче након што је сазнао да ће му један од часова бити вјеронаука. С обзиром на то да је Изет учествовао у његовом одгајању, Џебра се као дете понашао нетипично у односу своје вршњаке, па је тако научио све псовке и марксистичке књиге. Дамир и Барбара су првобитно хтјели да га назову Дражен али се у то умјешао Изет који му је на превару дао име Џема Бранко, по југословенским комунистичким вођама Џемалу Биједићу и Бранку Микулићу. Његов надимак је Џебра, као мјешавина имена Џемал и Бранко.

### Остали ликови
- Јелена Фазлиновић-Јанковић (Катарина Марковић) — Изетова ванбрачна ћерка. Њена мама је била Персида Јанковић, Изетова љубавница, након чије смрти она долази у Сарајево да пронађе оца. Она је сексуално активна пијаница која је превише дрска попут Изета, али спава као њен полубрат Фарук.
- Драган Чмар/Зоран Чмар — „Чомбе” (Мирај Грбић) — Чомбе је нискоинтелигентан, али фин и љубазан лик. Има много идеја, али оне никада не иду правим путем. Он је страствени музичар, али је ужасан гитариста и пјевач. Чомбе би дуго на крају сваке епизоде страшно пјевао, или у бесмисленим телевизијским или радио емисијама причао о теми епизоде. У почетку се звао Драган Чмар, али је у једној епизоди треће сезоне променио име у Зоран.
- Барбара Фазлиновић (Марија Омаљев ; Џана Пињо) — Дамирова бивша супруга, глумица која на прво месту ставља каријеру, и поред чињенице да је она готово непостојећа. Она је арогантна и егоцентрична и не мари много за друге људе.
- Самир Фазлиновић (Емир Хаџихафизбеговић) — Изетов братанац, син његовог покојног брата, озлоглашени преварант који увијек вара људе с којима послује. Он је пародија на босанске стереотипне бескрупулозне микробизнисмене. У емисији се често истиче да сваки пут када породица Фазлиновић сарађује са њим увек буде преварена.
- Шефика Рондић (Јасна Жалица) — Шефика је даља рођака породице Фазлиновић која ради код њих као кућна помоћница. Изетово сексуално узнемиравање и покушаји да јој смањи плату јој стално отежавају посао. Због Изетовог сталног сексуалног узнемиравања, дала је отказ (лик је уклоњен пошто је глумица напустила серију након што јој није испуњен захтјев за већим хонораром) и замењена је Бубом, новом кућном помоћницом, на почетку друге сезоне. Она се враћа у кућу Фазлиновића у 11. сезони, након што ју је позвао студент Џебра.
- Енес Хаџиетхемћумуровић-Енес „из странке” (Жан Маролт) — Енес је комшија Фазлиновића и министар. Лик је пародија на бројне корумпиране и углађене политичаре у Босни и Херцеговини. Његово презиме је такође пародија на посткомунистичке политичаре у Босни, јер је веома дугачко и има нејасно поријекло и вјерски призвук. Он често помиње неименовану политичку странку чији је виши члан и чији је предсједник „иначе његов добар пријатељ”. Често наплаћује личне трошкове на рачуне странке (попут намјештаја у свом дому и поклона које је купио за Шефику, а касније Рабију). Странка је такође „помогла” Енесу да стекне диплому правника 2007. године, иако се он ретко бави адвокатуром, осим у случају ако неком од других ликова попут Стјепана и Изета не затреба адвокат. Енес је имао романтичну везу са Шефиком, а у другој сезони и са Рабијом. Учланио је Изета у своју странку у покушају да намами старије бираче, али се покушај изјаловио због сексуалног скандала који је изазвао Изет. Изет га због високог раста зове дугоња. С обзиром на то да је Жан Маролт преминуо 11. јула 2009. године, лик је уклоњен из серије и одлучено је да неће бити замењен новим глумцем. Његово последње појављивање било је у епизоди 71.
- Др Ђиђимиловић (Вања Драх) — Др Ђиђимиловић је психијатар и Изетов дугогодишњи пријатељ. Изет често позива доктора да помогне у породичним проблемима, како медицинске тако и личне природе. У вези његовог лика устаљена је чињеница да су многи здравствени проблеми за које је др Ђиђимиловић позван да их лијечи погрешно дијагностификовани пре његовог доласка, па он на крају даје савјете за проблем који не постоји, као што су Фарукова зависност од дрога и Дамирова импотенција. Глумац је преминуо 6. септембра 2009. године, због чега је сам лик повучен након друге сезоне. Његово последње појављивање било је у епизоди 72.
- Ивана (Гордана Бобан) — секретарица у Фаруковом музичком студију Акорд. Она је мање-више водила студио. Глумица је напустила серију својим последњим појављивањем у епизоди 55, због проблема са начином на који је контроверзни садржај обрађен у емисији. Речено је да се лик преселио у Немачку.
- Дино (Мехмеда) Мујкић (Милан Павловић) — Тонски техничар у Фаруковом студију Акорд. Дебео и неспособан, често је приказан као глуп, па тако купује Изетову фолксваген Бубу за 4.900 босанскохерцеговачких марака, а Самиру плаћа 4.000 марака за возачку дозволу на којој је нечије друго име и фотографија. Последњи пут се појавио у 63. епизоди, након чега је уклоњен из серије услед незадовољства глумца због износа хонорара. Откривено је да је умро након преједања, а на почетку треће сезоне била је и његова сахрана.
- Стјепан Мрвица (Саша Петровић) — Бивши власник Кафеа Сан Ремо (којем је дао име по градићу у којем је раније живио), у којем се често окупљају ликови из серије. Након развода од супруге Марије, са Самиром је покушао да саботира рад кафића, у чему није успио. Његово посљедње појављивање било је у епизоди 69, што је објашњено његовим сукобом са супругом Маријом.
- Марија Шарафова (Татјана Шојић) — Стјепанова бивша супруга која такође ради у кафићу. Након много година брака, Марија је планирала да се разведе од Стјепана и преузме контролу над његовом имовином. Да би то постигла, она ангажује свог адвоката/љубавника Мариофила и ангажује Енеса да заступа Стјепана у поступку развода уз договор да ће изгубити случај. Касније је била и у вези са Фаруком.
- Селма (Зана Марјановић) — Конобарица у кафеу Сан Ремо. По завршетку факултета постала је секретарица у Фаруковом музичком студију након што је Ивана отишла у Немачку.
- Рабија Бубић- „Буба” (Белма Лизде-Курт) — Нова кућна помоћница Фазлиновића, коју је након Шефикиног одласка Изет сам одабрао. Иако необразована и у неким тренуцима старомодна, љубазна је, одлична куварица и радохоличарка упркос томе што има месечну плату од 300 марака. Прво љубавно искуство стекла је са Чомбетом. Међутим, у 95. епизоди напушта посао након што је експлодирао стари усисивач, а како је увијек говорила, у Изетовој кући ништа не ради, јер јој он никада није дао новац да купи било какву радну опрему. Лик је повучен из серије након трећег циклуса, јер је глумица услед губитка сина напустила серију.
- Др Ђуро Убипарип (Боро Стјепановић) — Гинеколог и Изетов дугогодишњи пријатељ из Београда, који је замјенио др Ђиђимиловића када је у питању учествовање у Изетовим недјељним плановима и смицалицама, али са више бриге за оне који су пали на њихову жртву, у поређењу са својим претходником.
- Бећир Мрвица (Драган Маринковић Маца) — геј поп извођач. Дошао је из Загреба у Сарајево из личних разлога. Његово прво појављивање било је у 78. епизоди, док се касније појавио тек у 12. сезони, када се после једне деценије вратио се из Холандије, где је упознао свог мужа који је умро неколико мјесеци прије него што се вратио у Босну. У његову част, у Сарајеву је планирао да отвори клинику у његову част. Потајно је заљубљен у Чомбета.

- Ментор Косова (Илир Тафа) — сувласник Фарукове видео продукције Акорд и бивши власник бурегџинице у којој је преминуо Дино, због чега је одустао од угоститељства. Он је косовски Албанац и велики патриота Косова. Веома се наљутио када је Фарук упоредио шницлу коју му је Ментор донио са Косова са Карађорђевом шницлом, а косовску салату са шопском салатом, због српског и македонског назива тих јела. Касније у тој епизоди, Ментор је желио да има слику Била Клинтона у Фаруковом студију, због његовог залагања током НАТО бомбардовања за независност Косова, али је уместо тога закачена слика Монике Левински.
- Зумрета Бубић- „Зумра” (Минка Муфтић) — Трећа кућна помоћница Фазлиновића, која је у четвртој сезони замјенила своју млађу сестру Рабију. Веома је примитивна, нема знања о уобичајеним стварима и има типичан сеоски нагласак. Отпуштена је након гуљења кромпира коришћеним бријачем.
- Санела (бив. Бандера) Хаџимуфтезовић (Елвира Аљукић) — Четврта кућна помоћница Фазлиновућа, која је у петој сезони замјенила Зумру. Сматра да је лијепа и секси, а породица се увијек труди да јој погледа задњицу и груди. Њен брат је сарајевски утеривач дугова Пајсер. Пре него што је почела да ради за породицу Фазлиновић, први пут се појавила у епизоди 95, када је дошла у Студио Акорд да сними пјесму једног од Фарукових и својих заједничких пријатеља, али је игром случаја Фарука на крају помешала са Рефком, са којим је имала сексуални однос мислећи да је он Фарук.
- Милан Чмар-„Куфе” (Љубомир Бандовић) — Чомбетов и Фуфетов полубрат. У Сарајево је дошао након што је годинама живио у Сједињеним Државама. Сличан је Чомбету и Фуфету, мада је за нијансу суптилнији. Он и Ментор Косова брзо постају пријатељи, упркос сукобу између етничких група (Срба и Албанаца) на Косову. Лик се појављује само у сезони 6, док се касније појављује само у флешбековима.

### Епизодни ликови
- Мариофил Шесто (Мирвад Курић) — адвокат, Маријин љубавник, а касније и други муж, од кога се развела након четврте сезоне. Први пут се појавио у епизоди 52.
- Споменка Вихорец (Милена Дравић) — Изетова комшиница и повремена љубавница.
- Сенка (Јелисавета Сека Саблић) — Сенка чува стан своје рођаке Споменке док је ова ван земље. Она је такође повезана са Изетом.
- Ана (Халима Мушић) — Изетова нова дјевојка, након што су га напустиле Сенка и Споменка.
- Алма (Ирма Алимановић) — Дамирова прва дјевојка. Упознао ју је у библиотеци у епизоди 2.
- Инес (Ива Шулентић) — Дамирова бивша дјевојка Хрватица.
- Мирна (Алма Терзић) — Дамирова нова дјевојка. Оставила га је у 71. епизоди због неспоразума.
- Тања (Слађана Букејловић) — Фарукова бивша дјевојка.
- Сенада Фукић-Фазлиновић (Снежана Марковић) — Фарукова нова дјевојка, након што је раскинуо са Тањом. Неко време су били у браку, али га је напустила.
- Ђидо Мова (Александар Сексан) — Неефикасан детектив кога ликови често ангажују да шпијунирају једни друге. Смешно је то што се када одговара на телефонске позиве представља као Ђидо Мова (што је шатровачки за „дођи 'вамо”), због чега га људи погрешно разумеју мислећи да морају да дођу код њега.
- Реуфик (Мехмеда) Мујкић — „Рефко” (Горан Навојец) — Динов брат који је некада живио у Загребу, али је дошао на Динову сахрану у Сарајево, где је остао да живи неко време. Радио је као тонски техничар у Фаруковом студију, а Чомбе и он су касније имали своју бесмислену ноћну радио емисију. Лик је представљен у првој епизоди треће сезоне.

### Епизодна појављивања
- Ђенис Ђенис (Енис Бешлагић) — Он је позната рок звијезда која је једном приликом дошла у Фаруков студио да сними хит, што је пропало када се умешао Изет.
- Стефанел (Марио Дрмаћ) — Умјетник који је једном дошао у Фаруков студио да сними албум. Он је и хипохондар.
- Ранка (Ана Мазалица) — Ранка је Изетова покојна жена. Она има своју животну уштеђевину познату као „Црни фонд”, која је скривена у кући.
- Невена (Медиха Мусиловић/Николина Фригановић) — Дамирова мама која га је напустила док је био беба.
- Махмут-ага (Емир З. Капетановић) — Имућни религиозни музичар који је дошао у Фаруков студио да сними неке муслиманске вјерске пјесме.
- Мурга (Мирсад Тука) — полицијски инспектор.
- Нада (Ведрана Сексан) — Дамирова професорица у коју су заљубљени и Фарук и Изет.

### Гостовања познатих личности
- Ханка Палдум — Дошла код Фарука да сними песму у Изетовом сну.
- Нина Бадрић — Дошла код Фарука да сними пјесму, грешком завршила код Изета који је тражио кућну помоћницу.
- Елвир Лаковић Лака — Дошао код Фарука да сними пјесму.
- Младен Војичић Тифа који игра самог себе у две епизоде.
- Сејо Сексон, члан групе „Забрањено пушење”, у серији представљен као Фаруков добар пријатељ.
- Ал Дино као он сам.
- Deen — Дошао је у Фарук да сними албум.
- Рамбо Амадеус као он сам.

## Главне улоге
| Глумац                                 | Лик                            | Сезона | Сезона | Сезона | Сезона | Сезона | Сезона | Сезона   | Сезона   | Сезона   | Сезона   | Сезона | Сезона | Сезона | Епизоде |
| Глумац                                 | Лик                            | 1.     | 2.     | 3.     | 4.     | 5.     | 6.     | 7.       | 8.       | 9.       | 10.      | 11.    | 12.    |        | Епизоде |
| -------------------------------------- | ------------------------------ | ------ | ------ | ------ | ------ | ------ | ------ | -------- | -------- | -------- | -------- | ------ | ------ | ------ | ------- |
| Мустафа Надаревић                      | Изет Фазлиновић                | Главни | Главни | Главни | Главни | Главни | Главни | Главни   | Главни   | Главни   | Главни   | Главни | Главни | Главни | 309     |
| Сенад Башић                            | Фарук Фазлиновић               | Главни | Главни | Главни | Главни | Главни | Главни | Главни   | Главни   | Главни   | Главни   |        |        |        | 263     |
| Моамер Касумовић                       | Дамир Фазлиновић               | Главни | Главни | Главни | Главни | Главни | Главни | Главни   | Главни   | Главни   | Главни   | Главни | Главни | Главни | 290     |
| Билал Хаџић/Ивор Шпаравало/Тарик Џинић | Џема-Бранко Фазлиновић „Џебра” |        |        |        | Главни | Главни | Главни | Епизодни | Епизодни | Епизодни | Епизодни | Главни | Главни | Главни | 92      |

## Улоге
| Глумац                                 | Улога                            |
| -------------------------------------- | -------------------------------- |
| Мустафа Надаревић                      | Изет Фазлиновић/Исмет Фазлиновић |
| Сенад Башић                            | Фарук Фазлиновић                 |
| Моамер Касумовић                       | Дамир Фазлиновић                 |
| Билал Хаџић Ивор Шпаварало Тарик Џинић | Џема-Бранко Фазлиновић „Џебра”   |
| Татјана Шојић                          | Марија Шарафова                  |
| Емир Хаџихафизбеговић                  | Самир Фазлиновић                 |
| Мирај Грбић                            | Драган (Зоран) Чмар „Чомбе”      |
| Милан Павловић                         | Дино (Мехмеда) Мујкић            |
| Горан Навојец                          | Реуфик „Рефко” (Мехмеда) Мујкић  |
| Алмир Курт                             | Мехо (Ферида) Мујкић             |
| Јасна Жалица                           | Шефика Рондић                    |
| Белма Лизде-Курт                       | Рабија Бубић „Рапка/Буба”        |
| Ријад Гвозден Бранко Јанковић          | Милутин Чмар „Фуфе”              |
| Љубомир Бандовић                       | Милан Чмар „Куфе”                |
| Гордана Бобан                          | Ивана                            |
| Емина Муфтић                           | Зумрета Бубић „Зумра”            |
| Марија Омаљев Грбић Џана Пињо          | Барбара Фазлиновић               |
| Марија Пикић                           | Лада Вукашиновић                 |
| Илир Тафа                              | Ментор Косова                    |
| Саша Петровић                          | Стјепан Мрвица                   |
| Мирвад Курић                           | Мариофил Шесто                   |
| Снежана Марковић                       | Сенада Фукић                     |
| Катарина Марковић                      | Јелена Фазлиновић                |
| Саша Петровић                          | Стјепан Мрвица                   |
| Мирвад Курић                           | Мариофил Шесто                   |
| Зана Марјановић                        | Селма                            |
| Милена Дравић                          | Споменка Вихорец                 |
| Јелисавета Сека Саблић                 | Сенка Вихорец                    |
| Вања Драх                              | др Ђиђимиловић                   |
| Боро Стјепановић                       | др Ђуро Убипарип                 |
| Жан Маролт                             | Енес Хаџиетхемћумуровић          |
| Ива Шулентић                           | Инес Грацин                      |
| Нивес Иванковић                        | Ајна Хећимић                     |
| Миодраг Кривокапић                     | Шукрија Хећимић                  |
| Харис Бурина                           | Јаков Братић „Јака”              |
| Александар Сексан                      | Ђидо Мова                        |
| Нермин Омић                            | полицајац Џемо                   |
| Предраг Ејдус                          | Јован Белајбег „Јованче”         |
| Елвира Аљукић                          | Санела Хаџимуфтезовић „Сани”     |
| Златан Зухрић                          | Бахро Бурек/Нагиб                |
| Драган Маринковић Маца                 | Бећир Мрвица                     |
| Јасна Бери                             | Индира/Драгана Марић             |
| Адмир Гламочак                         | Јуре Заклан                      |
| Јасна Диклић                           | Фадила Чмар                      |
| Тарик Филиповић                        | Авдија Лексиковић                |
| Ена Курталић                           | Џевада Лексиковић                |
| Светлана Бојковић                      | Лаура Шарафова                   |
| Небојша Глоговац                       | Грдоба                           |
| Младен Нелевић                         | Жарко „Гепек Убица”              |
| Един Авдагић                           | др Џафер Ђуричко „Џеј-Џеј”       |
| Амер Исановић                          | Рагиб Бандера „Пајсер”           |
| Аднан Омеровић                         | Клофа                            |
| Радослав Миленковић                    | Цумпо                            |
| Ксенија Маринковић                     | Ружа Враницкова                  |
| Слађана Букејловић                     | Тања                             |
| Халима Мушић                           | Ана                              |
| Нада Абрус                             | Милена                           |
| Љубиша Савановић                       | Сафет Билмез                     |
| Наташа Нинковић                        | Зора Вукашиновић                 |
| Игор Гудељ                             | Зоран Вукашиновић                |
| Алмас Смајловић                        | Алмас                            |
| Ирма Алимановић                        | Алма                             |
| Алма Терзић                            | Мирна                            |
| Ивана Перкуновић                       | Белма                            |
| Алдин Омеровић                         | Мурис Фуфић                      |
| Миљка Брђанин-Бабић                    | Саџида Фуфић                     |
| Ивана Војиновић                        | Суада                            |
| Бранислав Лечић Драган Јовановић       | Иван Гало                        |
| Софија Јуричан                         | Јања Гало                        |
| Јелена Гавриловић                      | Милица Милица                    |
| Еција Ојданић                          | Санела Фаркинсон                 |
| Ива Штрљић                             | Линда                            |
| Сања Вејновић                          | Биљана                           |
| Јелена Ступљанин                       | Весна                            |
| Мирсад Тука                            | инспектор Мурга                  |
| Владо Јокановић Шериф Аљић             | Милорад Чичић                    |
| Власта Велисављевић                    | Славољуб                         |
| Аљоша Вучковић                         | Златко Фуфић                     |
| Јелица Сретеновић                      | Жељка                            |
| Марија Бергам                          | Сабрина                          |
| Љиљана Драгутиновић                    | Драгица                          |
| Иван Бекјарев                          | Милутин                          |
| Анђела Јовановић                       | Николина                         |
| Ваја Дујовић                           | Тијана                           |
| Горан Султановић                       | Божо                             |
| Танасије Узуновић                      | Сејад Овчина                     |
| Весна Чипчић                           | Јована                           |
| Санда Крго                             | Сузана                           |
| Факета Салихбеговић Авдагић            | Шерифа                           |
| Маријана Микулић                       | Соња                             |
| Ирена Мичијевић                        | Аида                             |
| Емир Сејфић                            | Борко                            |
| Медиха Муслиовић Николина Јелисавац    | Невена                           |
| Амер Исамовић                          | Рагиб Хаџимуфтезовић             |
| Борис Шавија                           | Сањин Пушић                      |
| Енес Златар                            | Дадо                             |
| Суада Ахметашевић                      | Садета                           |
| Бранислав Трифуновић                   | Владо Младеновић                 |
| Едис Жилић                             | Срећко                           |
| Ања Дрљевић                            | Зорица                           |
| Давор Голубовић                        | Згембо Крхкић                    |
| Бојана Грегорић Вејзовић               | Данка Муратовић                  |
| Анте Вицан                             | Анте                             |
| Алмир Чехајић                          | Батко                            |
| Његица Балорда                         | Рената                           |
| Ана Бегић Тахири                       | Моника                           |
| Мирела Ламбић                          | Катарина                         |
| Нела Ђенисијевић                       | родица Ана                       |
| Аида Буква                             | Лили                             |
| Маја Колунџија Зорое                   | Сања                             |
| Енис Бешлагић                          | Ђенис-Ђенис                      |
| Зорана Бећић                           | Шејла                            |
| Марио Дрмаћ                            | Стефанел                         |
| Дариа Лоренци                          | Ведрана Вихорец                  |
| Борис Лер                              | Срећко Ђиђимиловић               |
| Божидар Буњевац                        | Мухарем Фазлиновић               |
| Алена Џебо                             | Ана Марија                       |
| Жељко Еркић                            | Недјељко Суботић                 |
| Моника Ромић                           | Сузи 2                           |
| Марија Кон                             | Јованка                          |
| Сеад Бејтовић Алија Агинчић            | др Хећимић                       |
| Ремира Османовић                       | Мимица                           |
| Дарко Куртовић                         | Дарко                            |
| Ана Анђелић                            | Ранка Фазлиновић                 |
| Алма Максути                           | девојка                          |

## Епизоде
| Сезона | Сезона | Епизоде | Епизоде | Оригинално емитовање | Оригинално емитовање |
| Сезона | Сезона | Епизоде | Епизоде | Премијера            | Финале               |
| ------ | ------ | ------- | ------- | -------------------- | -------------------- |
|        | 1.     | 40      | 40      | 2. септембар 2007.   | 1. јун 2008.         |
|        | 2.     | 32      | 32      | 7. септембар 2008.   | 12. април 2009.      |
|        | 3.     | 24      | 24      | 1. јануар 2010.      | 13. јун 2010.        |
|        | 4.     | 24      | 24      | 2. јануар 2011.      | 26. јун 2011.        |
|        | 5.     | 24      | 24      | 29. јануар 2012.     | 7. април 2013.       |
|        | 6.     | 24      | 24      | 3. новембар 2014.    | 1. април 2015.       |
|        | 7.     | 24      | 24      | 5. април 2015.       | 10. мај 2015.        |
|        | 8.     | 24      | 24      | 15. мај 2015.        | 2. новембар 2015.    |
|        | 9.     | 24      | 24      | 3. новембар 2015.    | 25. јун 2016.        |
|        | 10.    | 24      | 24      | 26. јун 2016.        | 19. јул 2016.        |
|        | 11.    | 36      | 36      | 17. фебруар 2020.    | 21. јул 2021.        |
|        | 12.    | 9       | 9       | 10. септембар 2021.  | 10. новембар 2021.   |

## Продукција
Снимање треће сезоне је почело 1. септембра 2009. године, а наставак емитовања је започео у јануару 2010. године. Емитовање четврте сезоне започело је у јануару 2011. године. Снимање нове 24 епизоде пете сезоне је најављено за 6. јануар 2012, а нове епизоде су почеле са приказивањем 29. јануара исте године. Због велике популарности серије, пета сезона је подељена у два дела. Првих 15 епизода пете сезоне је емитовано 2012. године, а преосталих 9 епизода је почело са емитовањем 1. јануара 2013. године. Сценариста Феђа Исовић је 7. јуна 2013. године потврдио да се серија није званично завршила, те да тренутно пише сценарио за нове епизоде. Снимљено је нових 48 епизода, које су подељене у два циклуса емитовања.
Шеста сезона серије кренула је са премијерним емитовањем 3. новембра 2014. на хрватској Новој ТВ. Сценариста Феђа Исовић је потврдио да је снимање серије и даље у току, те да је снимљено преко 210 епизода. Такође је потврђено да су у току преговори са босанскохерцеговачким ТВ кућама о праву откупа нових епизода које ће ускоро бити премијерно приказане у Босни и Херцеговини.
Премијерно емитовање нових 24 епизода седме сезоне серије почело је 5. априла 2015. на Новој ТВ,
Иако је режисер Елмир Јукић потврдио да је снимање серије завршено након 10 сезона и 264 снимљене епизоде, уследило је снимање нових 36 епизода, које су премијерно емитоване од фебруара 2020. до јула 2021. године.
Према речима глумца Тарика Џинића, било је планирано да серија има 336 снимљених епизода. Међутим, услед смрти Мустафе Надаревића снимање је обустављено, због чега је серија остала недовршена. Снимљено је само 9 епизода нове сезоне које су премијерно емитоване у септембру 2021. године. Феђа Исовић, сценариста серије, потврдио је да се након Надаревићеве смрти неће снимати нове епизоде серије.

## Емитовање
У Босни и Херцеговини, серија се емитовала од 2. септембра 2007. године на Федералној телевизији. Од шесте сезоне, серија се од 4. априла 2015. године емитује на Фејс ТВ. Од 19. фебруара 2019. године, емитовање од шесте сезоне почиње на каналу Нова БХ.
У Хрватској, серија се емитује од 3. новембра 2014. године на Нова ТВ.
У Северној Македонији, серија се емитовала на каналу А1, а остале сезоне су емитоване на каналу Канал 5. Од 2015. године, серија се емитује на каналу Алфа ТВ.
У Црној Гори, серија се емитовала на ТВ Вијести, а од 2015. године серија се емитује на каналу Прва ЦГ. Од 13. априлa 2020. године, серија се емитује на телевизији Нова.
У Словенији, серија се емитује од 2012. године на POP TV-у, док се од 2015. године емитује на Planet TV.
На Косову и Метохији, серија се емитује на Радио-телевизији Косова.

## Занимљивости
- Полицајац, десна рука инспектора Мурге се у 86. епизоди зове Џемо, у 141. Фадил, у осталима Шериф, а у 13. сезони Керим.
- У 1. епизоди Златан Зухрић глуми Нагиба, а у шестој сезони глуми Бурека.
- У 47. епизоди Саџида Шетић глуми Фахру, а у 117. и 118. епизоди глуми Маријину рођаку Бојану.
- У 24. епизоди Един Дријевић глуми Сакета, а у 302. епизоди глуми Дерлу.
- У 46. епизоди Мирсад Тука глуми инспектора Бранковића, од 87. епизоде глуми инспектора Мургу.
- Мустафа Надаревић који тумачи Изета Фазлиновића, главног лика серије, у неколико епизода се појавио и као Исмет, Изетов брат близанац.
- У 24. епизоди Роберт Крајиновић глуми Едина, а у 66. епизоди глуми Анђелка.
- У 10. епизоди је приказано да Милорад, комшија Фазлиновића, живи у стану испод Фазлиновића, док у остатку серије је приказано да живи у стану дијагонално на спрату изнад.
- У 1. сезони Јасна Бери је глумила Иванину рођаку Драгану Марић, а у 6. и 7. сезони је глумила Маријину пријатељицу Индиру.
- У 10. епизоди је Марија Омаљев Грбић глумила радницу у златари, док је у 4. и 5. сезони глумила Дамирову жену Барбару.
- У два случаја се догађало да једног лика глуме два глумца (не рачунајући ретроспективне инсерте), а у једном три:

1. У 4. сезони, Џему као бебу је глумио Билал Хаџић; од почетка 5. па до краја 10. сезоне, када је Џема кренуо у школу, глумио га је Ивор Шпаравало, а од 11. сезоне до краја серије га је тумачио Тарик Џинић
2. У 4. и 5. сезони Барбару глуми Марија Омаљев Грбић, а од 6. Џана Пињо (Марија Омаљев Грбић је са супругом Мирајем Грбићем у то време емигрирала у САД). Промена глумица је у самој серији објашњена тиме што је Барбара извршила пластичну операцију, односно затезање бора.
3. У 3. сезони (66. епизода) Шериф Аљић глуми инспектора Мату, а од 145. епизоде глуми Милорада (Изетов комшија). До тада је Милорада глумио Владо Јокановић.
4. У 105. епизоди Чомбетовог полубрата Фуфета глуми Ријад Гвозден, а од 8. сезоне Бранко Јанковић.
5. У 36. и 37. епизоди Дамирову маму Невену глумила је Медиха Мусиловић, а у 131. епизоди Николина Фригановић.
6. У 86. епизоди инспектора Мургу глуми Изудин Бајровић, а већ у наредној 87. епизоди и осталима Мирсад Тука.

- Серија „Биртија из које је кренула револуција”, за коју је сценарио наводно писао Изет Фазлиновић, у стварности је изродила независни спин-оф под називом Конак код Хилмије, који је смештен у исти универзум као и Луд, збуњен, нормалан.

## Грешке у серији
- Изетов лик има неколико анахронизама. На почетку серије се наводи да он има 66 година. Иако се нигде не наводи у које време се радња одвија, имајући у виду сценарио и сценографију могло би се закључити да је почетак серије смештен у прву деценију 21. века, што значи да је рођен најраније у другој половини 1930-их година. Ипак у радњи се више пута наводи да је Изет као учесник НОБ-а носилац партизанске споменице, а у једној епизоди је приказано његово сећање из тог периода где се јасно види да је он ту већ младић, што ће рећи да је рођен најкасније у другој половини 1920-их, а то би само по себи померило радњу најкасније до 1990-их година, што само доводи до нових недоследности. У сродној серији Конак код Хилмије, чија радња је смештена у Сарајево за време Другог светског рата, епизодно се појављује лик Изета Фазлиновића као младог партизана, који у НОБ одводи извесну девојку која се зове Ранка (што је, уједно, у серији Луд, збуњен, нормалан име његове покојне супруге).
- У 8. епизоди Изет говори Дини да му је максузија крушка из Горажда, а у свим осталима епизодама је лоза из Поповог поља.
- У 81. епизоди Мариофил говори Марији како ће преварити Изета, на шта му Марија одговара да се они могу да буду преварени само међусобно у породици и да се није родио тај ко је њих преварио. А заправо у 65. епизоди Изет је био преварен за 1000 марака око осигурања.
- У 77. епизоди Изет и Ђуро седе у трпезарији и пију максузију, затим одлазе у задругу, али флаша стоји на столу. Међутим, када Фарук уводи Махмута у примаћу неколико тренутака касније, види се флаша максузије. Врата која деле трпезарију и примаћу су отворена, и види се како на столу нема ничега.
- На шпици 3. сезоне, као део главне глумачке поставе су стављене Јелисавета Сека Саблић и Милена Дравић, а нису играле ни у једној епизоди те сезоне. Такође, као део главне глумачке поставе на шпици 4. сезоне представљени су Белма Лизде Курт, Зана Марјановић, Мирвад Курић, Небојша Глоговац и Светлана Бојковић, а нису се појавили ни у једној епизоди те сезоне.
- Снимано изнутра, у кафану „Сан Ремо” се улази низ спољне степенице које се налазе са леве стране врата. Снимано споља, спољне степенице се налазе са десне стране што јасно указује да су ентеријер и улаз снимани на различитим местима.
- Адреса стана у којем Фазлиновићи живе је предмет спорења јер је у 31. епизоди, када је Шефика звала хитну помоћ, рекла да је адреса на којој Фазлиновићи станују „Златка Иванишевића 32”, а у свим осталим епизодама се спомиње да је то „Златка Иванишевића 10”.
- У 2. епизоди, Дамир и Изет причају о томе да је Дамирова мајка била удата за Фарука и да је неко време живела код Фазлиновића. Од 36. епизоде се спомиње да Дамирова мајка никада није била удата за Фарука и да никада није живела са Фазлиновићима, а да је у њиховом стану била два пута, први пут када је дошла да код Фазлиновића остави тек рођеног Дамира, а други пут је била када је дошла да са собом поведе Дамира који је тада био већ одрастао човек и студирао на факултету.
- У 31. епизоди се појављује Изетов отац Мухарем лошег здравља који је у потрази за својим наследницима. Када је коначно успео да пронађе Фазлиновиће, Мухарем долази код Фазлиновића у стан и од превеликог узбуђења умире. Након што је констатована његова смрт, у наредним кадровима се може видети како Мухарем трепће на једно око што је немогуће да учини покојник.
- У 60. епизоди Дамир донесе Чомбету у кафић Сан Ремо књигу из микробиологије коју овај треба да му ископира, а након тога се приказују Изет и др Ђиђимиловић у стану у којем је књига још увек на столу у примаћој.
- У 74. епизоди је поменуто да се Чомбе презива Чмар, као и његов отац. Чомбетова полубраћа, Куфе и Фуфе, презивају се Чмар исто као и Чомбе, али је у 104. епизоди истакнуто да су сва тројица од различитих очева, због чега је готово невероватно да њихови очеви имају исто презиме.
- У 82. епизоди Дамир из стана (из ходника) излази бос и необучен за вани после изласка из кухиње у ходник и разговора са Ђуром и Изетом.
- У 87. епизоди кад је Фарук дошао у кафић Сан Ремо да донесе мачку Рефки да би је он однео ван града, мачка је била смеђе беле боје. Када је Рефко однео мачку у шуму ван града, мачка је била црно-беле боје.
- У 99. епизоди је приказано да су се Дамир и Барбара упознали у болници, а у 182. епизоди је приказано да су се упознали у радио-станици „Акорд”. Ова радио-станица је отворена у 96. епизоди, а Дамир и Барбара су тада већ били у браку и у истој епизоди добили сина Џебру, што је друга нелогичност.
- У 121. епизоди, Џебри је први школски дан. Истог дана, Изет, разочаран што више нема марксизма због тога иде у протесте, а на улици се види снег. Пошто је први школски дан 1. септембра, а у септембру месецу такви су временски услови да је готово немогуће да тада буде снег.
- У 146. епизоди Изет у стану почиње да јури Рефка све до кафића „Сан Ремо” у намери да га пребије. Рефко и Изет су у стану обучени другачије у односу на тренутак када су се појавили у кафићу „Сан Ремо”, а у међувремену нису могли да се пресвуку.
- У 216. епизоди када су приказани први кадрови како Изет иде пешке ка Београду, око њега се види снег. Већ следећи кадрови у којима је Изет приказан како пешке иде за Београд види се да нема снега. А уз све то треба узети у обзир да је Изет у Београд кренуо неколико дана пред 25. мај (Дан младости) да би се на сам Дан младости у Кући цвећа у Београду поклонио над гробом Јосипа Броза Тита, а да су у мају месецу такви временски услови да готово да није могуће да тада буде снег.
- У 219. епизоди Фарук одговара Фуфету како на сету имају једну камеру, док се у следећим епизодама види да током снимања Изетове серије види како се она снима са више камера, а минимално две до три камере. Приказана је једна камера, а када се емитују епизоде Изетове серије кадрови се приказују из минимум три различита угла.
- У 247. епизоди, Фарук прича Суади како му не иде са женама и говори да је Сенада отишла са Зоком, док у епизоди раније Сенада одлази са Фаруковим пријатељем Игором.
- У 248. епизоди, Фарук и Фуфе се сећају дешавања око дневника Фуфетове мајке. Сећају се сцене из раније сезоне, када је Фуфе сазнао да му је брат умро, а у том сећању ентеријер „Сан Рема” је постављен за снимање серије „Бегова кућа”, иако је снимање те серије Фарук почео тек у 10. сезони, након догађаја са дневником.
- У једној епизоди док су Изет, Фарук, Дамир и Џебра седели за трпезаријским столом, Изетове наочаре и хемијска оловка су стајали на столу поред роковника. Али, у следећем кадру, када је Изет устао, види се да је хемијска оловка стајала на роковнику, а да су наочаре наслоњене једним делом на роковник а другим делом на сто.